# Frédéric Vasseur
Pour les articles homonymes, voir Vasseur.
Frédéric Vasseur, né le 28 mai 1968 à Draveil (Île-de-France), est un ingénieur français, spécialisé dans les sports mécaniques et devenu directeur d'écurie.
En 2016, Frédéric Vasseur est nommé directeur de la compétition de la nouvelle écurie de Formule 1 Renault Sport Formula 1 Team, qu'il quitte à l'intersaison 2016-2017. Le 17 juillet 2017, il prend officiellement le poste de Team Principal de Sauber en remplacement de Monisha Kaltenborn. L'écurie est devenue Alfa Romeo en 2019. Depuis le 9 janvier 2023,  il est le Team Principal et le directeur général de la  Scuderia Ferrari.

## Biographie

### ASM et ART Grand Prix
Diplômé de l’École supérieure des techniques aéronautiques et de construction automobile (ESTACA), Vasseur fonde, en 1996, l'écurie ASM qui remporte, en partenariat avec Renault, le championnat de France de Formule 3 avec David Saelens en 1998 et les championnats de Formule 3 Euroseries en partenariat avec Mercedes-Benz (grâce à Jamie Green, Lewis Hamilton, Paul di Resta et Romain Grosjean, de 2004 à 2007).
En 2004, le Draveillois s'associe à Nicolas Todt pour fonder l'écurie ART Grand Prix qui remporte le championnat de GP2 Series 2005 avec Nico Rosberg et le championnat de GP2 Series 2006 avec Lewis Hamilton.

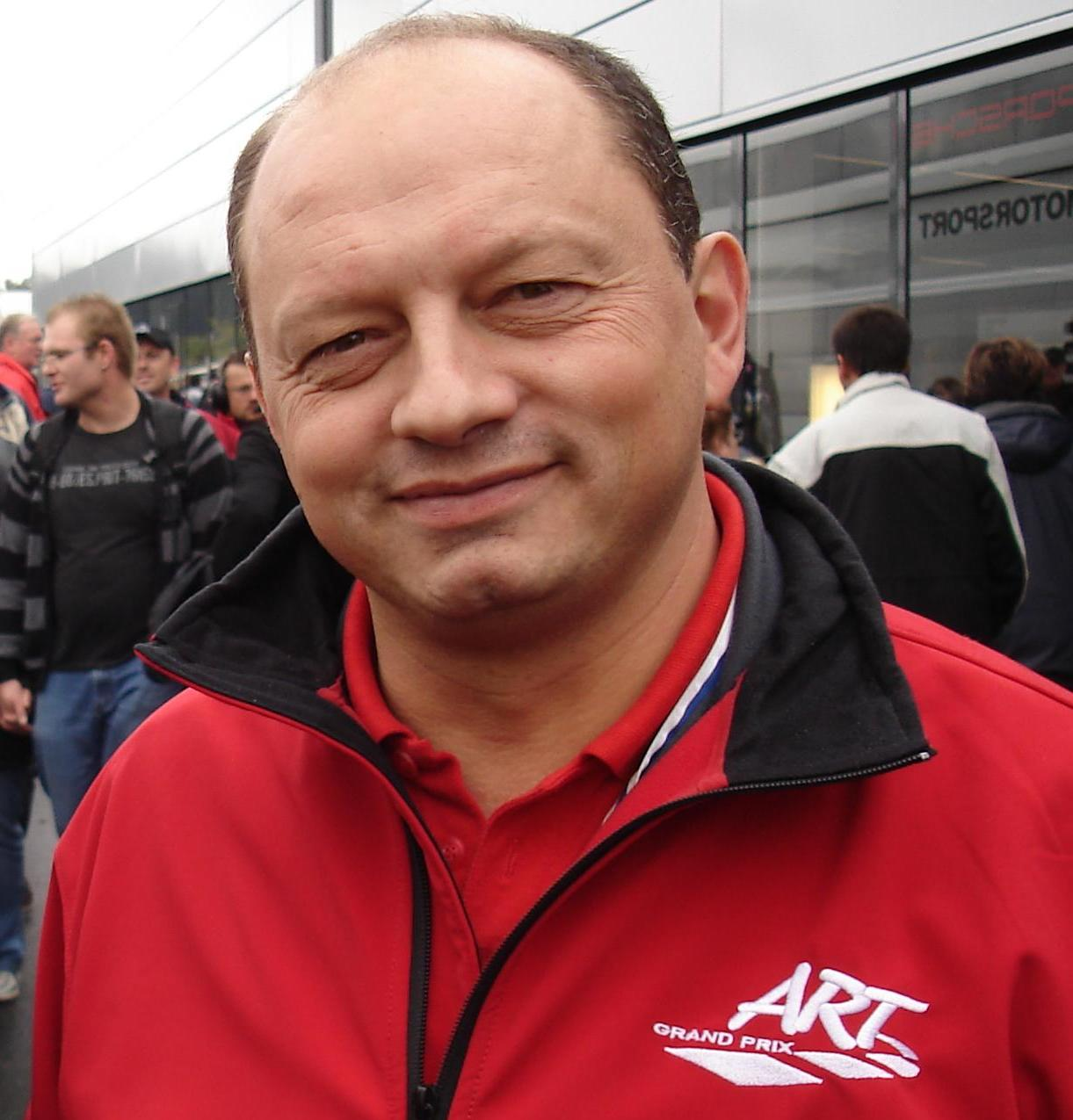
Frédéric Vasseur en 2009.

En 2010, il conduit la structure unique, appelée un temps Lotus ART puis Lotus GP avant de revenir à ART Grand Prix en 2013, à se retirer de la Formule 3 pour se tourner vers le championnat GP3 Series. En 2011, Vasseur envisage d'aligner son équipe en Formule 1 mais renonce. 
En 2012, il aligne des McLaren MP4-12C en catégorie Championnat du monde FIA GT1. En 2014 et 2015, ses écuries sont engagées dans cinq championnats (GP3 Series, GP2 Series, Blancpain Endurance Series et European Le Mans Series, DTM).  
Ses écuries ont remporté 8 titres de champions en GP3 Series, 8 titres en GP2 Series et 2 titres en GP2 Asia Series.

## Palmarès avecART Grand Prix
- 4 titres équipes en GP2 : 2005, 2006, 2009, 2015
- 4 titres équipes en GP3 : 2012, 2016, 2017, 2018
- 1 titres équipes en Formule 2 : 2023
- 4 titres pilotes en GP2 : 2005 (Rosberg), 2006 (Hamilton), 2009 (Hülkenberg), 2015 (Vandoorne),
- 2 titre pilotes en Formule 2 : 2018 (Russell), 2023 (Pourchaire)
- 6 titres pilotes GP3 : 2010(Gutiérrez), 2011 (Bottas), 2015 (Ocon), 2016 (Leclerc), 2017 (Russell), 2018 (Hubert)

### Spark Racing Technology
En 2010, Frédéric Vasseur demande à ART Grand Prix de construire un prototype de monoplace électrique (Formulec EF01), dans le but de fournir des voitures électriques aux séries de course. La Fédération internationale de l’automobile s'intéresse à cette idée et approuve en août 2012, la création d'une série de courses de voitures électriques, connue sous le nom de Formule E. En octobre de la même année, Vasseur fonde une nouvelle société, Spark Racing Technology, pour la production de voitures de course à propulsion électrique, et signe un contrat avec Formula E Holdings, organisateur du championnat. Fin 2013, il obtient de la FIA la construction des 40 châssis engagés en Formule E pour sa société Spark Racing Technology,.

### Formule 1
Le 3 février 2016, le Groupe Renault annonce que le Draveillois est nommé directeur de la compétition de Renault Sport Racing, avec notamment la Formule 1 (Renault Sport Formula 1 Team),.
Le 11 janvier 2017, Renault annonce le départ de Frédéric Vasseur : « Au terme d'une première saison de lancement et de construction de son écurie de Formule 1, Renault Sport Racing et Frédéric Vasseur ont décidé d’un commun accord de mettre fin à leur collaboration à compter de ce jour. Les bonnes relations auxquelles les deux parties sont attachées se matérialiseront dans l'avenir sous des formes nouvelles. Les enjeux de la deuxième saison de Formule 1 mais aussi les moyens mis en œuvre pour y répondre seront précisés à l'occasion de la présentation de la nouvelle monoplace. Le management de Renault Sport Racing et de l'écurie de Formule 1 continue d’être assuré par Jérôme Stoll, son président, et Cyril Abiteboul, son directeur général ».
Le 17 juillet 2017, il prend officiellement le poste de Team principal de Sauber en remplacement de Monisha Kaltenborn,. L'écurie qu'il dirige devient Alfa Romeo en 2019. Faisant courir le champion du monde 2007 Kimi Räikkönen depuis cette date, et ce dernier prenant sa retraite à la fin de la saison 2021, le Français engage pour l'exercice suivant Valtteri Bottas, en provenance de Mercedes Grand Prix, et le débutant Zhou Guanyu qui devient le premier pilote chinois engagé dans la discipline.
Le 13 décembre 2022, la Scuderia Ferrari annonce l'arrivée de Frédéric Vasseur en tant que Team Principal de l'écurie italienne à partir du 9 janvier 2023,, ; il remplace Mattia Binotto qui avait remis sa démission le 29 novembre 2022 après quatre années à la tête de la Scuderia Ferrari,,. Le 31 juillet 2025, l'écurie italienne annonce prolonger son accord avec le Français avec un contrat pluriannuel,.

## Vie privée
Frédéric Vasseur s'est marié le 31 juillet 1999 et a quatre enfants.